# 庞薰琹故居
庞薰琹故居位于中国江苏省常熟市南泾堂历史文化街区的南泾堂24号，为晚清建筑，为庞氏老宅中的东宅，在庞氏祖宅之东，旧称望仙桥堍庞宅，系画家庞薰琹（1906—1985）的故居。现存前后三进，1989年经修缮对外开放展览。
2004年6月18日，庞薰琹故居公布为常熟市文物保护单位。 